# Fritz Dietrich
Fritz Dietrich (6. august 1898 – 22. oktober 1948) var en tysk SS-officer.
Efter 2. verdenskrig blev han sat for retten, og dømt til døden for krigsforbrydelser. Dietrich havde blandt andet beordret henrettelse af syv allierede krigsfanger, som var hoppet ud i faldskærme.
I 1948 blev Dietrich hængt i Landsberg-fængslet.